# Mustela nivalis pallida
Mustela nivalis pallida es una subespecie de  mamíferos carnívoros  de la familia Mustelidae subfamilia Mustelinae.

## Distribución geográfica
Se encuentra en el Turquestán.